# Krypianka
Krypianka (na niektórych mapach występuje jako Brzeźniczka lub Krępiec) – struga, lewy dopływ Łachy. Długość rzeki wynosi około 17 km. Wypływa z uroczyska Policzna, płynie w kierunku północnym, przecina szosę Kozienice – Zwoleń na wschodnim skraju wsi Ponikwa. We wsi Garbatka-Letnisko na jednym z trzech zalewów (Polanka) znajduje się ośrodek wypoczynkowy. Poniżej tego zalewu Krypianka płynie bardzo głębokim wąwozem (zwanym wąwozem Brzeźniczki) porośniętym starymi olchami, dębami i sosnami, wśród których występują jedyne w Puszczy Kozienickiej okazy kwitnącego bluszczu, podlegającego ochronie gatunkowej. Rośnie tu również chroniona paprotka zwyczajna. Dalej Krypianka płynie w kierunku północnym i północno-zachodnim, przepływa przez Molendy i uroczysko Chmielniak, gdzie wpływa do niej z lewej strony potok Krępiec. W porastających tutaj brzegi rzeki olsach chętnie przebywają łosie. Od wsi Śmietanki Krypianka płynie starą doliną Zagożdżonki i wpada do Łachy we wsi Wólka Tyrzyńska.